# Carnin
 Carnin  es una población y comuna francesa, en la región de Norte-Paso de Calais, departamento de Norte, en el distrito de Lille y cantón de Seclin-Sud.

## Demografía
| 601 | 598 | 639 | 833 | 955 | 970 |
| Para los censos de 1962 a 1999 la población legal corresponde a la población sin duplicidades (Fuente: INSEE [Consultar]) |     |     |     |     |     |